# Istanbul/Tziganata
Istanbul/Tziganata è un singolo esclusivamente promozionale destinato alle radio francesi della rock band italiana Litfiba. È il primo ed unico singolo estratto, nel 1985, dall'album in studio Desaparecido.
Per un errore, il brano Istanbul venne accreditato sia sulla copertina del singolo che quella dell'album di provenienza come Istambul.

## I brani
- Istanbul: Pelù disse[senza fonte] di aver scelto la città di Istanbul in quanto la riteneva il simbolo dell'incontro sfiorato ma sostanzialmente mancato tra, culture, razze e religioni; in particolar modo tra le culture orientali e occidentali. Presenta delle atmosfere molto cupe, particolare è il giro di tastiere duraniano che si ripete durante l'introduzione del brano.
- Tziganata: dedicata agli zingari, ha come protagonista una ragazza gitana di nome Eva, ed è uno dei brani più apprezzati della prima parte della carriera della band.

La canzone è stata ispirata dall'incontro del gruppo a Milano con due zingare, una delle quali si chiamava proprio Eva.

## Tracce
Lato A
- Istanbul - 5:44

Lato B
- Tziganata - 2:56

## Formazione
- Piero Pelù - voce
- Ghigo Renzulli - chitarra
- Gianni Maroccolo - basso
- Ringo de Palma - batteria
- Antonio Aiazzi - tastiere

### Altri musicisti
- Lu Rashid - seconda voce in Istanbul recita il primo versetto del Corano.